# Lisa Lopes
Lisa Nicole Lopes (Philadelphia, 27. svibnja 1971. – La Ceiba, Honduras, 25. travnja 2002.) - američka pjevačica
Lisa Nicole Lopes poznatija pod umjetničkim imenom "Left Eye", rodila se 27. svibnja 1971. u Philadelphiji, u američkoj državi Pennsylvaniji. Bila je američka reperica, koja je karijeru započela kao članica R&B grupe TLC. Kasnije je imala samostalnu karijeru. Imala je uspješnu suradnju s pjevačicom Mel C iz grupe Spice Girls u pjesmi "Never Be The Same Again". Surađivala je i s Toni Braxton, Sheryl Crow i dr. Poginula je 25. travnja 2002. godine u prometnoj nesreći, dok je snimala dokumentarac o svom životu. U automobilu je bila sa svojim prijateljicama. Nakon njene smrti, mnogi su joj američki glazbenici posvetili pjesme ili je spomenuli kao što su: TLC, Wyclef Jean, Jay Z, Kanye West itd.